# Monument Valley (jeu vidéo)
Pour les articles homonymes, voir Monument Valley (homonymie).
Monument Valley est un jeu vidéo de réflexion, développé par Ustwo, sorti sur plateforme mobile iOS le 3 avril 2014 et sur Android le 14 mai 2014. Il a pour suite Monument Valley 2 (en 2017) et Monument Valley 3 (en 2024).

## Description
Monument Valley est un jeu vidéo de réflexion mettant en scène la princesse Ida, personnage principal du jeu, dans un décor composé d'édifices aux formes géométriques impossibles. Le jeu est présenté en perspective isométrique. Le joueur doit aider Ida à trouver son chemin vers la sortie de chacun des niveaux.
Le jeu comporte dix niveaux appelés chapitres de difficulté croissante. La musique s'inspire des travaux ambient de Brian Eno.

## Développement
Le jeu est développé par la société américaine Ustwo, société de design fondée en 2004, qui a créé diverses applications pour le téléphone iPhone. La société est notamment l'auteur du jeu Whale Trail, téléchargé des millions de fois sur l'AppStore, ainsi que des applications Granimator et Rando.
C'est Ken Wong, d'origine australienne, qui a conçu le design du jeu. L'idée et le projet de ce jeu sont d'ailleurs construits autour des dessins de Ken Wong, s'inspirant lui-même des dessins d'objets impossibles de Escher.
Une extension, intitulée Forgotten Shores, est sortie sur iOS le 12 novembre 2014, sur Amazon le 20 novembre 2014, et sur Google Play le 24 novembre 2014. Elle ajoute huit niveaux supplémentaires aux dix du jeu initial ; un neuvième niveau a été spécialement conçu pour Product Red dans le cadre de la journée mondiale de lutte contre le sida.

## Accueil

### Critique
Le jeu a reçu de nombreuses louanges dès sa sortie, notamment pour la qualité et l'originalité de ses graphismes. Les dessins sont en partie inspirés par les gravures de l'artiste néerlandais Maurits Cornelis Escher, connu notamment pour ses représentations d'objets impossibles. Le magazine mensuel Wired estime que ce jeu remportera probablement le titre de plus beau jeu de l'année 2014
.
Les seules critiques négatives portent sur le faible nombre de niveaux, les dix énigmes initiales pouvant être terminées en guère plus d'une heure.

### Ventes
En mai 2016, le jeu avait été téléchargé plus de 26 millions de fois pour des revenus supérieurs à 14 millions de dollars. Plus de 2 millions de joueurs avaient acheté l'extension Forgotten Shores.

## Postérité
Le jeu est mentionné dans l'épisode 5 de la saison 3 de la série de Netflix, House of Cards. Le personnage Frank Underwood (interprété par Kevin Spacey) y joue après avoir lu un test.
Le jeu fut récompensé en 2014 aux Apple Design Awards, et a été élu jeu de l’année par la même marque, la même année.
En 2015, il fut récompensé par le BAFTA Games Award du meilleur jeu portable et le BAFTA Games Award du meilleur jeu anglais.